# Innsbruck Westbahnhof
Innsbruck Westbahnhof is na het centraal station het grootste van de hoofdstad van Tirol. Het station wordt vooral door forensen gebruikt aangezien het alleen door de S-bahn en de regio-express wordt bediend.  

## Verkeer
Het station heeft een belangrijke rol in de bedrijfsvoering van spoorwegknooppunt Innsbruck omdat zich hier de lijnwerkplaats van ÖBB en een wasstraat voor rollend materieel bevinden. Verder worden treinen die eindigen in Innsbruck Hauptbahnhof meestal 's nachts op het opstelterrein van het Westbahnhof geparkeerd. De zogeheten Konzertkurve verbindt het Westbahnhof met het Hauptbahnhof en het goederenstation verder naar het oosten. Het station kent ook een aantal sporen voor bedrijven rond het station die daar kunnen laden en lossen. Om de goederenwagons efficiënt van en naar het goederenstation te rijden is een derde spoor langs de zuidkant van de Konzertkurve gelegd. Aan de westkant loopt de Arlbergbahn naar het westen en buigt de Mittenwaldbahn af naar het noorden richting Garmisch-Partenkirchen via Seefeld in Tirol. Op het stationsplein stopt ook de interlokale Stubailtalbahn die in de stad als tram rijdt en daar buiten op een eigen baan. Het stadsvervoer doet het station aan met tramlijn 1 en de buslijnen T en N3.

## Stationsgebouw
Het stationsgebouw werd in 1906/07 opgetrokken als pand met 1 verdieping en een schilddak. 
De gevel is verdeeld in negen gevelvakken in historistische stijl met elementen uit de Jugendstil als spaarzame opsiering met geometrische motieven, gestileerde festoenen op de sluitstenen, pilasters en de bovengevel rond de stationsklok. De drie middelste gevelvakken vormen een risaliet waarvan het middelste stuk breder is dan de anderen. De eerste verdieping van het risaliet heeft een daklijst en pilasters tussen de gevelstukken. Aan de bovenkant heeft de risaliet een attiek met daarin de stationsklok. De wanden zijn bekleed met pleisterwerk dat op de begane grond ook in boogvorm boven ramen en deuren doorloopt. Tussen de verdiepingen is de gevel afgewerkt met een lijst.
Vooral wegens de ontbrekende toegankelijkheid voor rolstoelgebruikers kwam het station in 2011, 2013 en 2015 in de top tien van minst aantrekkelijke stations uit het onderzoek van de Verkehrsclub Österreich. De modernisering van het station inclusief rolstoeltoegankelijkheid werd in 2022 voltooid.

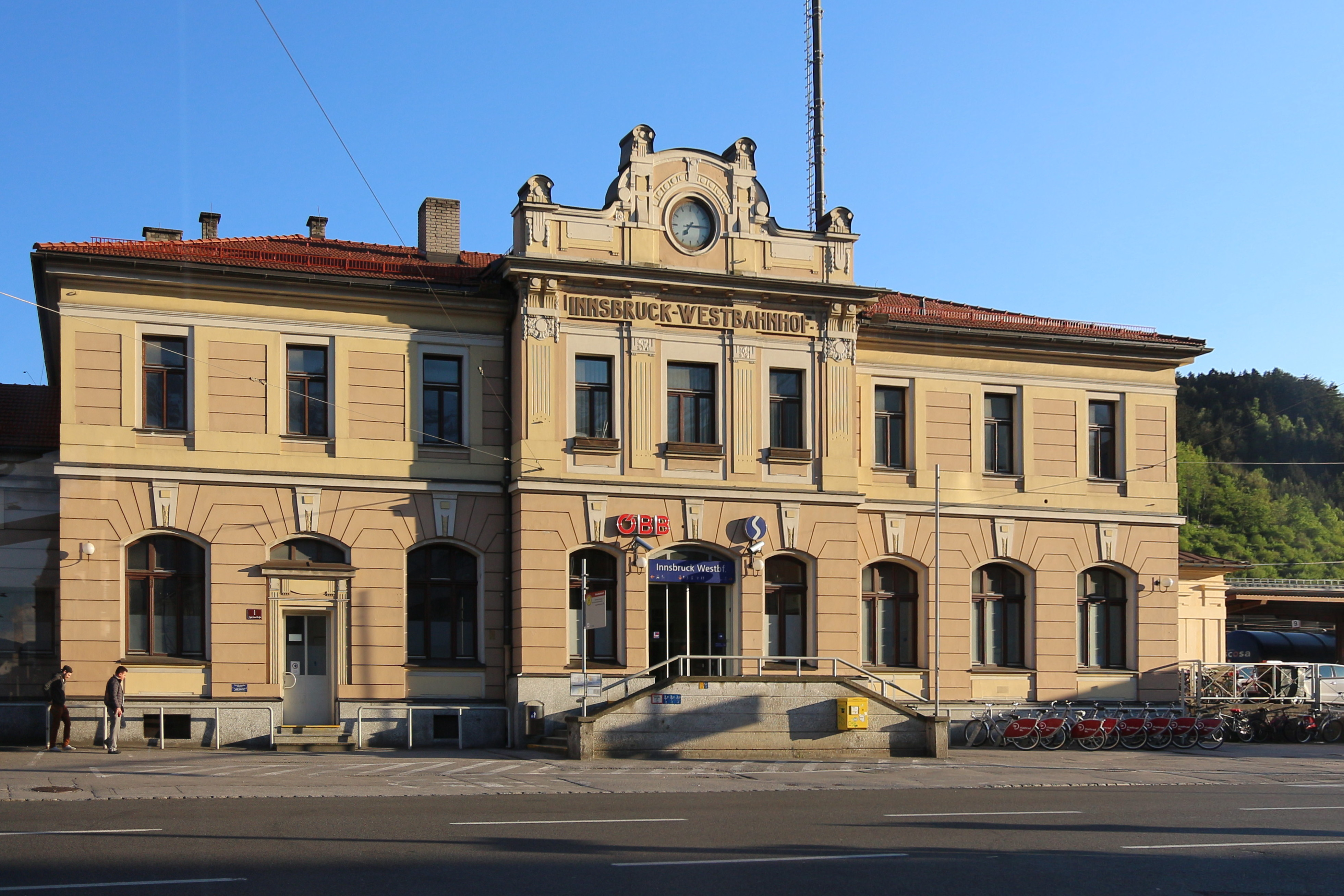
Gevel aan de straatzijde.
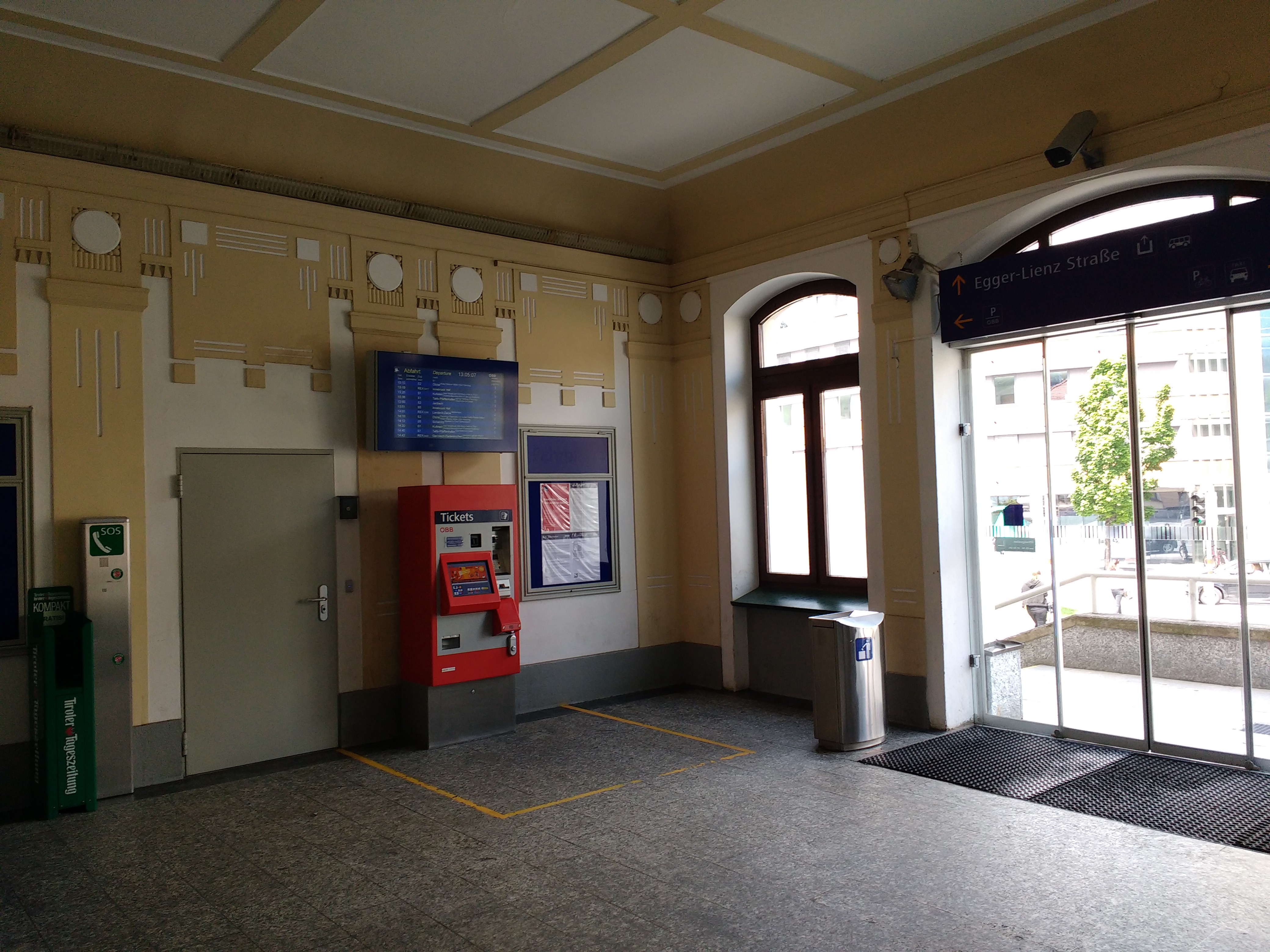
De stationshal.
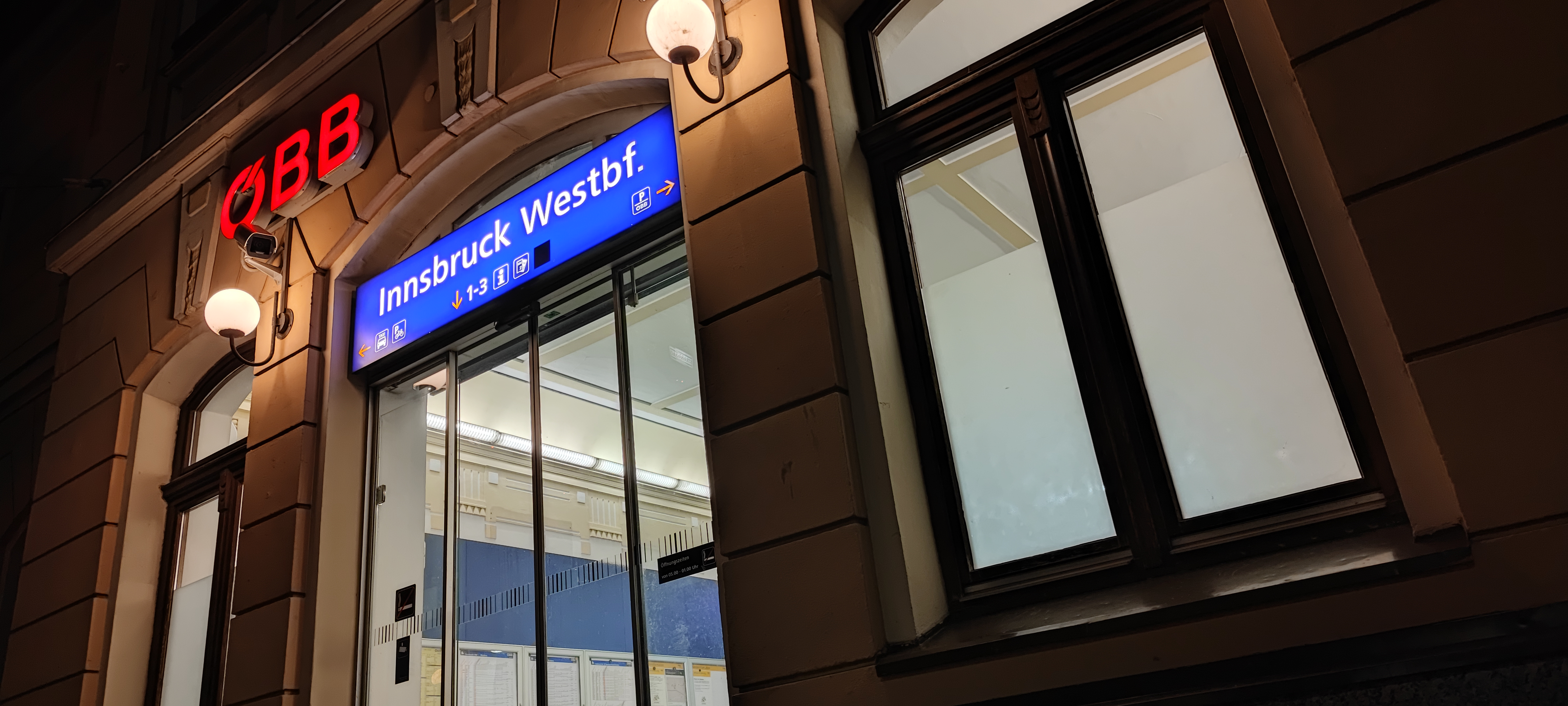
Het station bij nacht.